# Vjosa Osmani
Vjosa Osmani-Sadriu (Mitrovicë, 17 mei 1982) is een Kosovaars politica en sinds april 2021 president van Kosovo.

## Biografie
Osmani was sedert 12 december 2010 parlementslid, en tussen 3 februari 2020 en 22 maart 2021 was ze voorzitter van het parlement. Van 5 november 2020 tot 22 maart 2021 was ze al interim-president van Kosovo, omdat de voorgaande president, Hashim Thaçi, wegens vermeende oorlogsmisdaden was opgeroepen zich te melden bij het oorlogstribunaal in Den Haag. Op 4 april 2021 werd ze door het Kosovaarse parlement verkozen tot president van haar land.

## Persoonlijk
Osmani is getrouwd in 2012 en heeft een tweeling. Ze spreekt Albanees, Servisch, Spaans, Engels en Turks.
- Gemeinsame Normdatei: 1190393557
- International Standard Name Identifier: 0000 0005 0108 3212
- Library of Congress Control Number: no2020005712
- Virtual International Authority File: 3157156317457702350006
- WorldCat: E39PBJdrGJdgvHFQJbq4Qk3qQq

Fatmir Sejdiu · Behgjet Pacolli · Atifete Jahjaga · Hashim Thaçi · Vjosa Osmani